# Das Trio
Das Trio ist ein deutscher Spielfilm von Hermine Huntgeburth aus dem Jahr 1998.

## Handlung
Das schwule Pärchen Zobel und Karl bildet zusammen mit Zobels Tochter ein Ganoventrio. Nachdem Karl bei einem Unfall stirbt, nimmt Rudolf dessen Stelle ein. Zunächst geht alles gut, doch dann verlieben sich Vater und Tochter in den Neuen.

## Kritik
- film-dienst: Ein zwischen melodramatischem Kammerspiel, Milieubeschreibung, Liebesfilm mit Katzenjammer und komödiantischer Farce angesiedelter Film, der nur in einigen Momenten eine subtile Form für die ungewöhnlichen Liebeswirren findet, überwiegend aber in Unverbindlichkeiten und dramatischer Unentschlossenheit versandet.
- epd Film 2/98: Als Gesamteindruck hinterlässt Trio eine Zerfahrenheit, eine Unentschlossenheit, den schönen Momenten, die insbesondere die schönen Bilder evozieren … zum Trotz.